# Benjamín Galindo Jr.
Benjamín Galindo Cruz (Ciudad de México, 10 de marzo de 1999) es un futbolista mexicano, juega como defensa central y su actual equipo es el Cancún Fútbol Club de la Liga de Expansión MX de México.

## Trayectoria

### Inicios
Nació en la Ciudad de México, estuvo un tiempo viviendo en el entonces D.F. y se fue a la ciudad de Guadalajara. A los seis o siete años entró al equipo de su escuela y desde ahí empezó su pasión por el fútbol, comenzó de portero.
Su primer equipo fue Chivas Gigantera, a los 10 años, estuvo un tiempo en el equipo, después tuvo que salir del club debido al trabajo de su papá en donde tuvo que irse a vivir de nuevo al D.F. durante dos años, regresó a Guadalajara y entró a Tecos, en donde llegó hasta la Sexta División.
Después se va a Torreón, en donde estuvo con el Club Santos Laguna en la categoría Sub-13 de las Fuerzas Básicas en donde solo estuvo 1 año, para después regresar al Guadalajara en el 2013.
Participó en torneos celebrados en Holanda, Irlanda del Norte, Inglaterra, Brasil, Catar, Estados Unidos y Portugal, que le permitieron adquirir experiencia que le ha ayudado a crecer futbolísticamente. En la cantera del Rebaño Sagrado, tuvo la oportunidad de levantar los títulos de la categoría Sub-15 en el invierno del 2014 al anotar un gol en la final ante Morelia y en la IberCup 2015 en Estoril, Portugal.

### Club Deportivo Guadalajara
El 14 de julio de 2017; Galindo fue convocado por el Club Deportivo Guadalajara para disputar el Campeón de Campeones en los Estados Unidos.
El 19 de julio de 2017; Benjamín Galindo realizó su debut no oficial con el Club Deportivo Guadalajara jugando los 90' minutos en el empate 2-2 en el partido amistoso ante el F.C. Porto.
El 7 de abril de 2018, debutó en Liga MX, usando el número 296, jugando los 90' minutos en la derrota 1-0 ante los Tiburones Rojos de Veracruz.
El 28 de diciembre de 2018, se confirma que Galindo Jr no continuaría en Chivas, al no entrar en planes de José Saturnino Cardozo.

### Reno 1868
El 1 de febrero de 2019, se hace oficial su fichaje al Reno 1868 FC en calidad de Préstamo por 1 año con opción a compra.

## Selección nacional

### Sub-18
El 3 de abril del 2017; Galindo recibió su primera convocatoria a la Sub-18 para disputar una concentración de preparación por Portugal e Indiana, Estados Unidos.

## Estadísticas

### Clubes
Actualizado al último partido jugado el 3 de diciembre de 2023.
| C. D. Guadalajara · México | 1.ª           | 2017-18       | 2  | 0 | - | - | - | - | 2   | 0 |
| C. D. Guadalajara · México | 1.ª           | 2018-19       | 0  | 0 | 4 | 0 | - | - | 4   | 0 |
| C. D. Guadalajara · México | Total club    | Total club    | 2  | 0 | 4 | 0 | - | - | 6   | 0 |
| Reno 1868 FC Estados Unidos | 2.ª           | 2019          | 15 | 0 | 1 | 0 | - | - | 16  | 0 |
| Reno 1868 FC Estados Unidos | Total club    | Total club    | 15 | 0 | 1 | 0 | - | - | 16  | 0 |
| C. F. Pachuca · México | 1.ª           | 2019-20       | 0  | 0 | 1 | 0 | - | - | 1   | 0 |
| C. F. Pachuca · México | 1.ª           | 2020-21       | 1  | 0 | - | - | - | - | 1   | 0 |
| C. F. Pachuca · México | Total club    | Total club    | 1  | 0 | 1 | 0 | - | - | 2   | 0 |
| Cancún F. C. · México | 2.ª           | 2020-21       | 6  | 0 | - | - | - | - | 6   | 0 |
| Cancún F. C. · México | 2.ª           | 2021-22       | 22 | 0 | - | - | - | - | 22  | 0 |
| Cancún F. C. · México | 2.ª           | 2022-23       | 31 | 0 | - | - | - | - | 31  | 0 |
| Cancún F. C. · México | 2.ª           | 2023-24       | 20 | 2 | - | - | - | - | 20  | 2 |
| Cancún F. C. · México | Total club    | Total club    | 79 | 2 | - | - | - | - | 79  | 2 |
| Total carrera | Total carrera | Total carrera | 97 | 2 | 6 | 0 | - | - | 103 | 2 |
| (1) Incluye datos de la Fase regular y de rondas de postemporada (liguilla en México); (2) Incluye datos de la Copa México / Campeón de Campeones; |               |               |    |   |   |   |   |   |     |   |

### Resumen estadístico
| Competición           | Partidos | Goles | Media goleadora |
| --------------------- | -------- | ----- | --------------- |
| Primera división      | 2        | 0     | 0,0             |
| Copas nacionales      | 4        | 0     | 0,0             |
| Copas internacionales | 0        | 0     | 0,0             |
| Total                 | 6        | 0     | 0,00            |

## Palmarés

#### Campeonatos internacionales
| Título                        | Club        | País   | Año  |
| ----------------------------- | ----------- | ------ | ---- |
| Liga Campeones de la Concacaf | Guadalajara | México | 2018 |
| Liga de Expansión MX          | Cancún      | México | 2023 |